# 土佐街道
土佐街道（とさかいどう）とは、土佐国（現在の高知県）に通じる道の総称。

## 松山と高知を結ぶ道

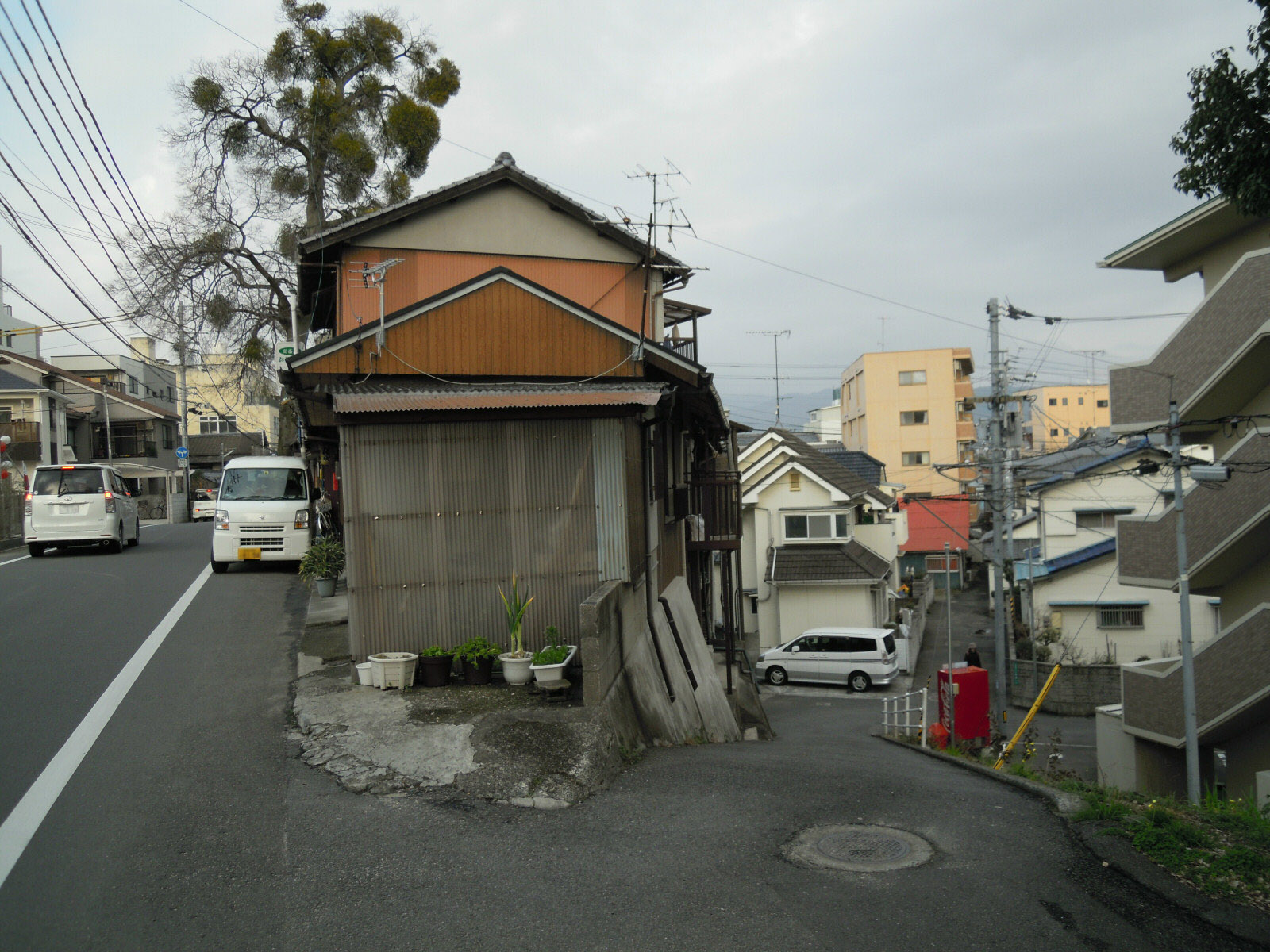
右側の道路が旧土佐街道
（松山市立花1丁目）

別名松山街道。大和時代に久万官道として開かれた道。愛媛県松山からは三坂峠を越え、久万、七鳥を経て、高知県側に入り、池川、大崎、佐川、伊野などを経由して高知に至る街道。愛媛県松山 - 久万間と高知県大崎－高知間はほぼ現在の国道33号のルートを通っていたが、久万 - 大崎間は仁淀川沿から外れて、現在の愛媛県道12号、国道494号、国道439号を通るルートであった。
明治時代になると、現在の仁淀川沿を通るルートが香川県出身の大久保諶之丞により四国新道として改修され、1920年、県道松山高知線に指定された。1945年（昭和20年）1月18日、国道23号に指定され、1952年（昭和27年）12月4日に一級国道33号に指定され現在に至る。
松山市と上浮穴郡久万高原町の境にある三坂峠（標高720 m）が最大の難所で、1957年（昭和32年）から1967年（昭和42年）まで136億7000万円の巨額をかけて改修されたが、なお幅員の狭い所や最急8 %の勾配とつづら折れがある。この三坂峠の他にも数箇所が異常気象時に通行止となる事前通行規制区間に指定されている。また、冬季には-10℃以下に冷え込み、タイヤチェーン規制が布かれることもある。このため現在、高知松山自動車道の整備が進められている。かつて松山高知間を走る急行バスが国道33号で運行されていたが、高知自動車道の開通に伴いそちらを通る高速バスの運行が始まったため廃止された。

## 川之江と高知を結ぶ道
別名土佐北街道。愛媛県川之江から新宮、馬立を経て笹ヶ峰峠を越え、高知県大豊町立川（たぢかわ）、本山町などを経て高知城下に至る道。797年（延暦16年、北山官道として開かれる。江戸時代中期の享保3年（1718年）以降、土佐藩主土佐山内氏が参勤交代時に使用している。また金毘羅参りが盛んになると、土佐から伊予に出て、さらに川之江からは伊予・土佐街道（金毘羅街道）を利用して金刀比羅宮に通じる陸路として多くの旅人がこの街道を利用した。
ほぼ現在の愛媛県道・高知県道5号川之江大豊線に相当する。高知自動車道の大豊－川之江間が並行して走っている。
明治時代以降、阿波池田経由の国道32号に相当するルートが整備されるようになると主要な交通路はそちらへ移った。高知自動車道整備に際して拡幅工事が行われているが交通量はいぜん少ない。

## 徳島と高知を結ぶ道

### 海沿いの道
別名土佐浜街道、土佐東街道。徳島藩が整備した阿波五街道の一つ。徳島と高知間を海沿いに結ぶ。徳島からは立江、羽ノ浦を経て、古庄で那賀川を渡り、桑野、由岐、日和佐、宍喰浦などを経て、高知県側の甲浦へ。そこから室戸、安芸、赤岡などを経て高知に至る。大部分が現在の国道55号に相当する。

### 四ツ足峠越えの道
四国山地の四ツ足峠を越える街道は土佐中街道（とさなかかいどう）という。上記の海沿いの土佐街道の途中、橘から内陸へ入り桑野川沿いを行き、鷲敷からは那賀川沿いに丹生谷地方（那賀町）を行き、四ツ足峠を越えて高知県側に入る。高知側では物部川沿いに大栃、美良布、山田を進んだ後、後免などを経て高知に至る。現在の国道195号に相当する。